# サリタ・チョウドリー
サリタ・チョウドリー（Sarita Catherine Louise Choudhury、1966年8月18日 - ）は、イギリスの女優。サリター・チョウドリーとの表記もある。
ロンドングリニッジ区ブラックヒース出身。父親はベンガル人、母親はイングランド人。カナダのクイーンズ大学に学ぶ。
1991年、映画『ミシシッピー・マサラ』でデンゼル・ワシントンの相手役でデビュー。『カーマ・スートラ/愛の教科書』などミーラー・ナーイル監督の映画に数本出演している。テレビドラマ『HOMELAND』で主人公キャリー・マティソンの恩師ソール・ベレンソンの妻ミラを演じ、その独特な存在感で注目を浴びた。

## 主な出演作品

### 映画
- ミシシッピー・マサラ Mississippi Masala (1991)
- 愛と精霊の家 The House of the Spirits (1993)
- フレッシュ・キル Fresh Kill (1994)
- 太陽に抱かれて The Perez Family (1995)
- 闇に抱かれて Down Came a Blackbird (1995) テレビ映画
- カーマ・スートラ/愛の教科書 Kama Sutra: A Tale of Love (1996)
- レスキュアーズ/ 二つの家族 SUBWAYStories: Tales from the Underground (1997) テレビ映画
- ハイ・アート High Art (1998) クレジットなし
- ダイヤルM A Perfect Murder (1998)
- グロリア Gloria (1999)
- ヴァニシング・チェイス 3 A.M. (2001)
- グロムバーグ家の人々 It Runs in the Family (2003)
- セレブの種 She Hate Me (2004)
- レディ・イン・ザ・ウォーター Lady In The Water (2006)
- 彼と彼女のゲイビー大作戦 Gayby (2012)
- シークレット・パーティー Generation Um... (2012)
- アドミッション -親たちの入学試験- Admission (2013)
- しあわせへのまわり道 Learning to Drive (2014)
- ハンガー・ゲーム FINAL: レジスタンス The Hunger Games: Mockingjay - Part 1 (2014)
- ハンガー・ゲーム FINAL: レボリューション The Hunger Games: Mockingjay - Part 2 (2015)
- 王様のためのホログラム A Hologram for the King (2016)
- アフター・ルイ After Louie (2017)
- グリーン・ナイト The Green Knight (2021)

### テレビドラマ
- ホミサイド/殺人捜査課 Homicide: Life on the Street (1998-1999)
- Deadline (2000-2001)
- センター･ストリート100番地 100 Centre Street (2001-2002)
- ダメージ Damages (2007)
- Kings (2009)
- HOMELAND Homeland (2011-2017)
- ブラインドスポット タトゥーの女 Blindspot (2015-2016)
- マダム・セクレタリー Madam Secretary (2016-2017)
- THE PATH/ザ・パス The Path (2018)
- インスティンクト -異常犯罪捜査- Instinct (2018)
- Strangers (2018)
- ジェシカ・ジョーンズ Jessica Jones (2019)
- リトル・ファイアー〜彼女たちの秘密 Little Fires Everywhere (2020) ミニシリーズ
- AND JUST LIKE THAT... / セックス・アンド・ザ・シティ新章（2021-2025）
- Fallout/フォールアウト Fallout (2024)